# Ewaldipark

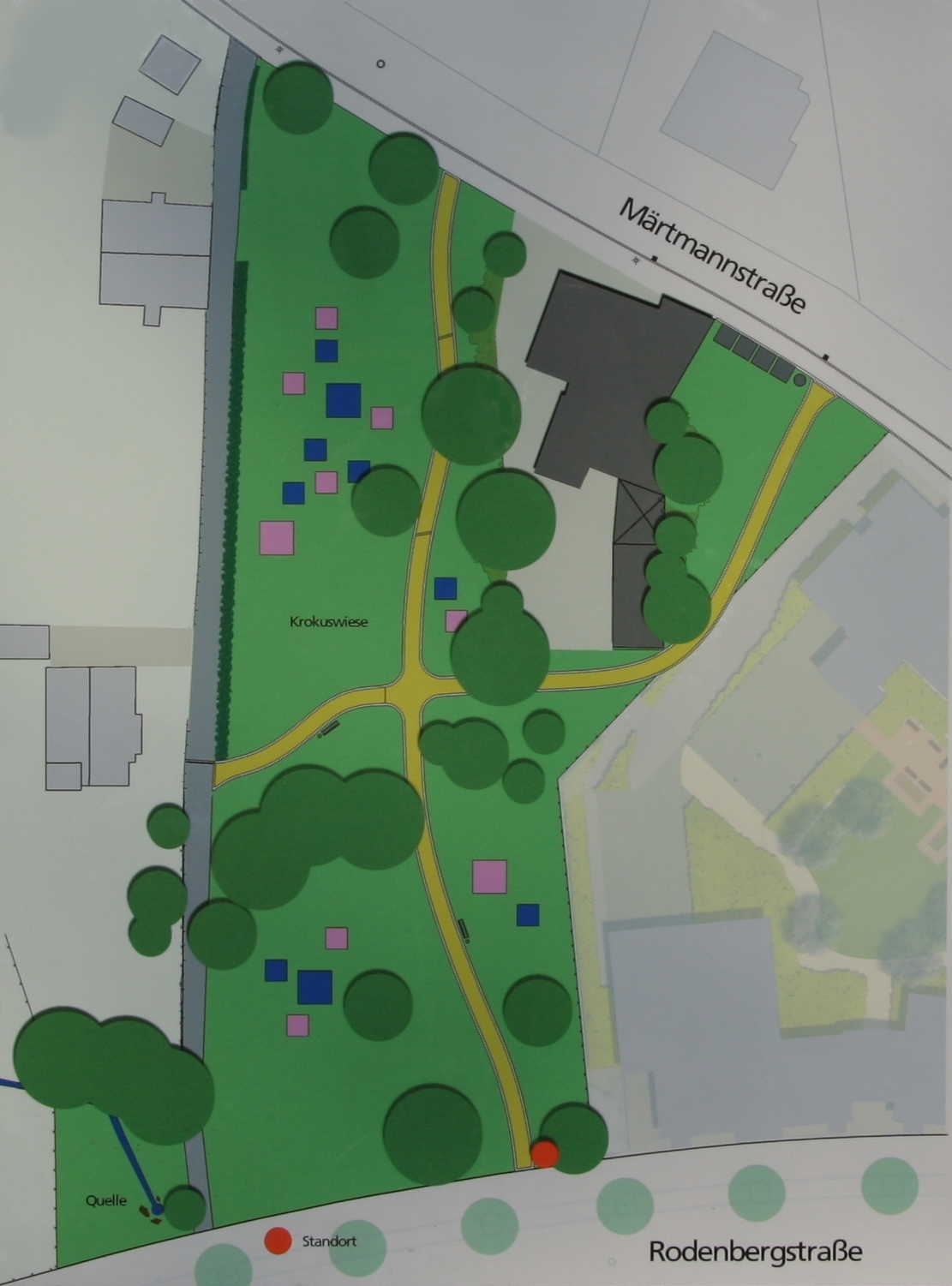
Lageplan Ewaldipark

Der Ewaldipark ist eine ca. 0,8 ha umfassende öffentliche Grünanlage im Dortmunder Stadtteil Aplerbeck.

## Geografische Lage
Die Anlage befindet sich in Aplerbeck zwischen der Märtmannstraße im Norden und der Rodenbergstraße im Süden. Östlich der Anlage steht das Anfang 2008 eröffnete Pflegewohnstift Rodenbergtor. Ausgewiesen wird sie im Bebauungsplan AP206.

## Entstehung
Die Grünanlage setzt sich zusammen aus Teilen des ehemaligen Aplerbecker "Gutes Pellinghof", in dessen Gutsgebäude bis 1980 die örtliche Polizeiwache untergebracht war, sowie aus Teilen des Gartens der Apothekerfamilie Renkhoff. Das Gutsgebäude des "Gutes Pellinghof" musste einem Neubau der Sparkasse weichen. Zugänglich wurde dieser Bereich mit dem Bau der Aplerbecker Ortsumgehung, der Rodenbergstraße.

## Namensgebung
In Anlehnung an die vermutlich im 7. Jahrhundert in Aplerbeck ermordeten Missionarsbrüder Weißer Ewald und Schwarzer Ewald, wurde die Grünanlage auf den Namen "Ewaldipark" getauft. Zu deren Gedenken wurden im Spätherbst 2008 ca. 15.000 weiße und lilafarbene Krokusse gesetzt. 

## Besonderheiten
Bei den landschaftsgestaltenden Arbeiten konnte eine alte verschüttete Quelle wieder freigelegt werden.

## Galerie

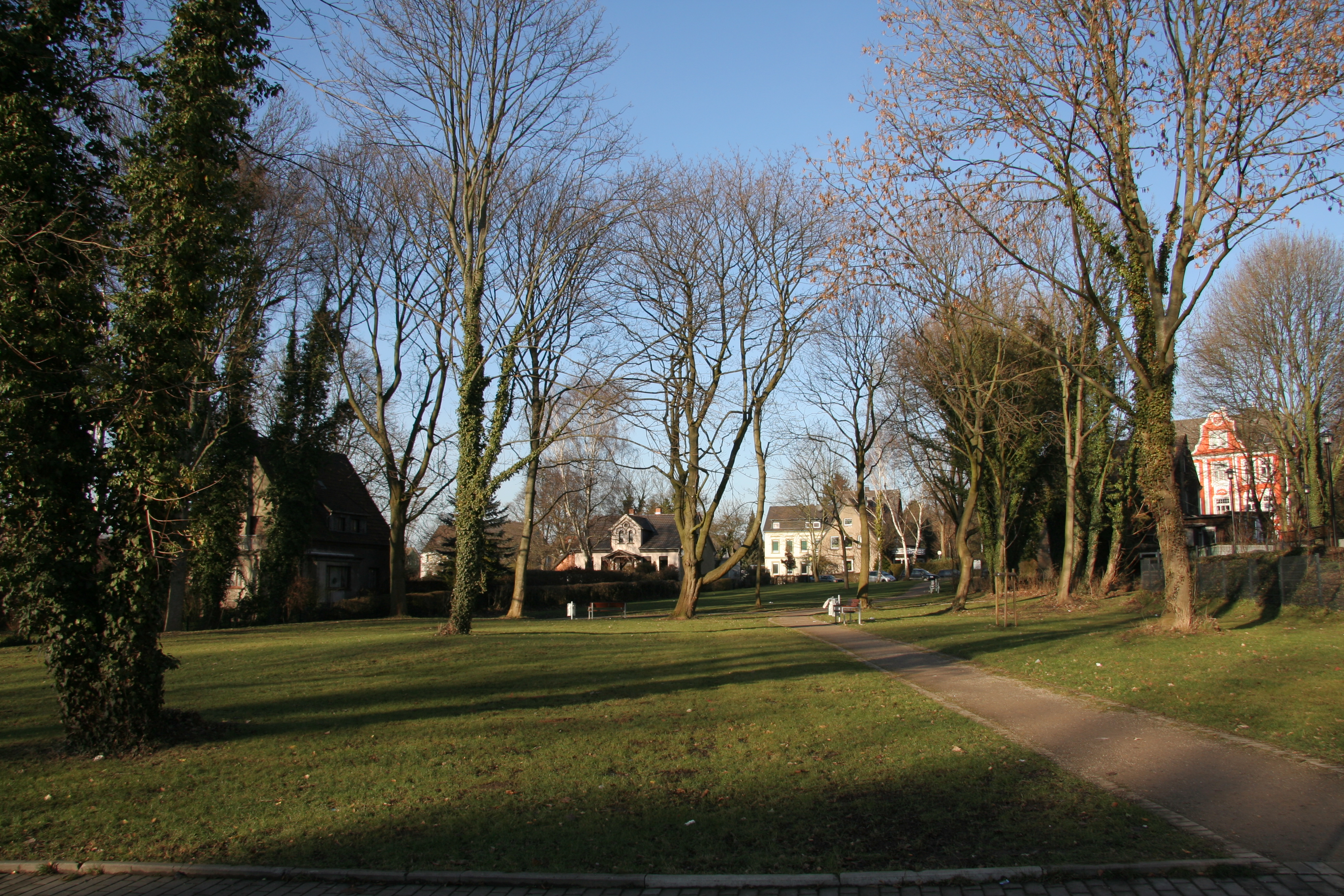
Der Ewaldipark in Dortmund Aplerbeck
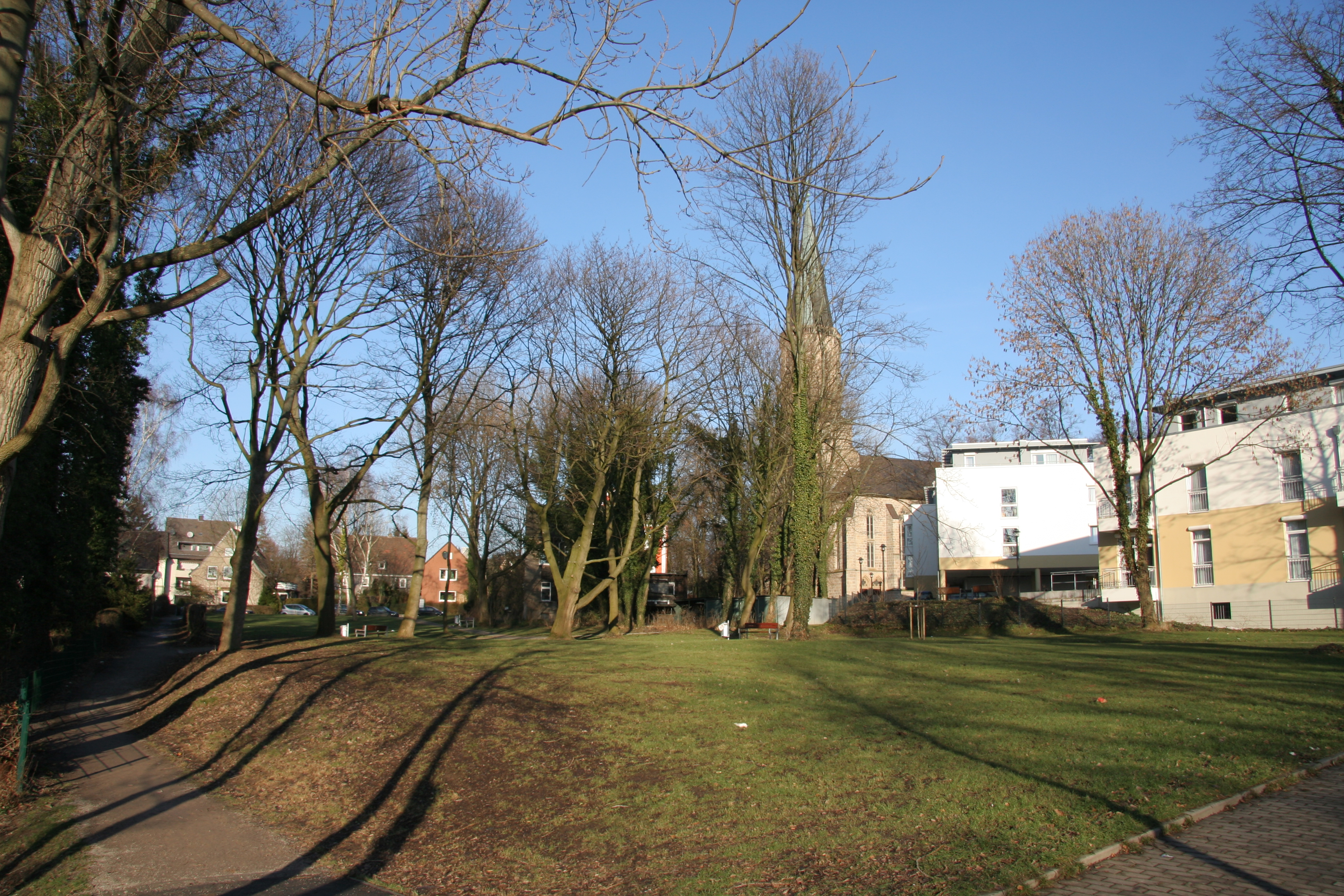
Der Ewaldipark in Dortmund Aplerbeck

Koordinaten: 51° 29′ 41,8″ N, 7° 33′ 27,8″ O